# Bethanga
Bethanga – miasto w Australii, w stanie Wiktoria.